# Cerochlamys
Genre
Classification phylogénétique
Cerochlamys N.E.Br. est un genre de plante de la famille des Aizoaceae.
Cerochlamys N.E.Br., in J. Bot. 66: 171 (1928)
Type : Cerochlamys trigona N.E.Br.

## Liste des espèces
- Cerochlamys gemina (L.Bolus) H.E.K.Hartmann
- Cerochlamys pachyphylla (L.Bolus) L.Bolus
- Cerochlamys purpureostyla (L.Bolus) H.E.K.Hartmann
- Cerochlamys trigona N.E.Br.